# Hexachloornaftaleen
Hexachloornaftaleen (C10H2Cl6) is de benaming voor de organische verbinding van naftaleen en 6 chlooratomen. De stof kent 10 isomeren; het generisch CAS-nummer voor alle isomeren is 1335-87-1. Hieronder staat een lijst van de mogelijke isomeren:
- 1,2,3,4,5,6-hexachloornaftaleen
- 1,2,3,4,5,7-hexachloornaftaleen
- 1,2,3,4,5,8-hexachloornaftaleen
- 1,2,3,4,6,7-hexachloornaftaleen
- 1,2,3,5,6,7-hexachloornaftaleen
- 1,2,3,5,6,8-hexachloornaftaleen
- 1,2,3,5,7,8-hexachloornaftaleen
- 1,2,3,6,7,8-hexachloornaftaleen
- 1,2,4,5,6,8-hexachloornaftaleen
- 1,2,4,5,7,8-hexachloornaftaleen

## Toxicologie en veiligheid
De isomeren komen voor als een witte vaste stof, in diverse vormen (kristallijn poeder, korrels, schilfers, ...) en hebben een kenmerkende, aromatische geur.
De stof ontleedt bij verbranding, met vorming van giftige gassen, onder andere waterstofchloride en fosgeen. Ze reageert met sterk oxiderende stoffen. Hexachloornaftalenen zijn irriterend voor de huid en de ogen. Herhaald of langdurig huidcontact kan huidontsteking veroorzaken (chlooracne). Ze kan ook negatieve effecten hebben op de lever, met als gevolg een verstoorde werking.